# Пирок (вилает Лозенград)
 Тази статия е за селото в Турция.  За селото в Северна Македония вижте Пирок (община Боговине).  
Пирок (на турски: Geçitağzı, Гечитаазъ) е село в Източна Тракия, Турция, Околия Лозенград, Вилает Лозенград (Къркларели).

## Име
Името на селото се среща и  като Пирог, Пирот, Пирут или Бургасчик .

## География
Пирок се намира близо до българо-турската граница, на 23 километра от Малко Търново.

## История
В XIX век Пирок е българско село в Лозенградска кааза на Одринския вилает на Османската империя. Според „Етнография на вилаетите Адрианопол, Монастир и Салоника“, издадена в Константинопол в 1878 година и отразяваща статистиката на населението от 1873 година, Бургасчик (Bourgastchik) има 310 домакинства и 1670 българи.
В лятото на 1871 година Васил Левски учредява революционен комитет в Пирок.
Гоце Делчев, Лазар Маджаров и Стоян Лазов прекарват в Пирок страстната седмица през март на 1900 година при свещеника Пею Димитров Киприлов и Иван Потиров. В присъствието на Маджаров, в църквата на Пирок в делото за освобождаване от османска тирания се покръстват мъжете от цялото село.
В края на февруари 1903 г. в Пирок донасят на тарга болния войвода Михаил Герджиков и го излекуват и укриват в продължение на седмица.   
През лятото на 1903 година Пирок е опожарено при потушаването на Илинденско-Преображенското въстание. 
Според статистиката на професор Любомир Милетич в 1912 година в Пирог има 170 български екзархийски семейства или къщи, църква „Св. Богородица“ и начално училище.
При избухването на Балканската война в 1912 година 9 души от Пирок са доброволци в Македоно-одринското опълчение.
Българското население на Пирок се изселва след Междусъюзническата война в 1913 година.

## Личности
Родени в Пирок
- Андрея Георгиев Долапчиев (1881 - след 1943), български революционер
- Анести, грък от Лозенград, женен в Пирок, праматарин, деец на ВМОРО[4]
- Атанас Иванов Бакалов (Бъклов), български революционер от ВМОРО, четник на Лука Джеров,[5] македоно-одрински опълченец, 28-годишен, местоживеене в град Бургас, работник, I клас, 1 рота на Лозенградската партизанска дружина, носител на бронзов медал „За заслуга“[6]
- Вълко Бъчваров, мухтарин на Пирок, деец на ВМОРО[7]
- Георги Саров (1869 – 1910), български свещеник и революционер
- Димитър Николов, български революционер, деец на ВМОРО в село Велика[8]
- Димитър Христов, български революционер от ВМОРО, по-късно бежанец в Евренозово[9]
- Иван Потиров (1865 – 1966), български революционер, лозенградски селски войвода на ВМОРО
- Константин Киприлов (1895 – ?), български учител, в 1923 година завършил славянсла филология и литература в Софийския университет[10]
- Никола Георгиев, деец на ВМОРО, четник на Михаил Даев[11]
- Никола Георгиев Саров, македоно-одрински опълченец, 28-годишен, местоживеене в Батаджик, праматарин, IV отделение, 1 рота на Лозенградската партизанска дружина, носител на сребърен медал „За заслуга“[12]
- Никола Петков, деец на ВМОРО[13]
- Никола Стойков Попов (1866 – ?), български свещеник, революционер и учител
- Пейо Петков, деец на ВМОРО[13]
- Петко Костадинов, български революционер, деец на ВМОРО, кехая на селото[14]
- Петър Киприлов (1851 – 1937), български учител, свещеник и революционер
- Янко Анастасов (1892 – 1958), български художник